# Município de Perry (condado de Fayette, Ohio)
O município de Perry (em inglês: Perry Township) é um município localizado no condado de Fayette no estado estadounidense de Ohio. No ano de 2010 tinha uma população de 1.041 habitantes e uma densidade populacional de 14,01 pessoas por km².

## Geografia
O município de Perry encontra-se localizado nas coordenadas 39° 24′ 53″ N, 83° 26′ 14″ O. Segundo a Departamento do Censo dos Estados Unidos, o município tem uma superfície total de 74.31 km², da qual 74,31 km² correspondem a terra firme e (0 %) 0 km² é água.

## Demografia
Segundo o censo de 2010, tinha 1.041 habitantes residindo no município de Perry. A densidade populacional era de 14,01 hab./km². Dos 1.041 habitantes, o município de Perry estava composto pelo 96,54 % brancos, o 1,25 % eram afroamericanos, o 0,19 % eram amerindios, o 0,58 % eram asiáticos, o 0,1 % eram de outras raças e o 1,34 % eram de uma mistura de raças. Do total da população o 1,63 % eram hispanos ou latinos de qualquer raça.